# 長崎市立香焼中学校
長崎市立香焼中学校（ながさきしりつ こうやぎちゅうがっこう、Nagasaki City Koyagi Junior High School）は、長崎県長崎市香焼町にある公立中学校。

## 概要
歴史
1947年（昭和22年）の学制改革で、国民学校高等科が改組されて発足した。2012年（平成24年）に創立65周年を迎えた。
校訓
「自主・規律・奉仕」
校章
海の波の絵を背景にして中央に「中」の文字を置いている。
校歌
作詞は島内八郎、作曲は伊藤英一による。歌詞は3番まであり、各番に校名の「香焼」が登場する。
校区
中学校区は長崎市立香焼小学校。

## 沿革
- 1947年（昭和22年）4月1日 - 学制改革（六・三制の実施）
  - 旧・国民学校の初等科を改組し、香焼村立香焼小学校とする。
  - 旧・国民学校の高等科を改組し、「香焼村立香焼中学校」（新制中学校）が発足。 香焼村・字堀切の旧・私立川南青年学校[2]を仮校舎として移転（小学校と同居）。
- 1949年（昭和24年）2月 - 旧・香焼村国民学校の校舎を修理補強して移転。
- 1957年（昭和32年）12月 - 木造2階建ての校舎が完成。
- 1961年（昭和36年）11月3日 - 香焼村が町制施行で香焼町となったことにより、「香焼町立香焼中学校」に改称。
- 1963年（昭和38年）
  - 4月 - 生徒数が最大の839名（18学級）を記録する。
  - 5月 - 体育館が完成。
- 1968年（昭和43年）4月1日 - 特殊学級を設置。
- 1970年（昭和45年）6月 - 完全給食を開始。
- 1984年（昭和59年）9月 - 校訓を制定。
- 1985年（昭和60年）8月 - 鉄筋コンクリート造3階建ての新校舎が完成。食堂を設置。
- 2005年（平成17年）1月4日 - 長崎市への編入により、「長崎市立香焼中学校」（現校名）に改称。
- 2020年（令和元年）- 体育館が台風10号の影響で破損する。
- 2021年（令和2年）- 体育館の復旧工事が終わる。

## 部活動
運動部
- 軟式野球部
- 卓球部
- バスケットボール部
- ソフトテニス部
- サッカー部

文化部
- 吹奏楽部

## 制服
- 男子　
  - 冬服は標準的な学生服上下である。
  - 夏服はカッターシャツ、スラックスである。
- 女子　
  - 冬服はブレザー、カッターシャツ、吊りスカート、スラックスである。
  - 夏服はカッターシャツ、吊りスカート、スラックスである。

## アクセス
最寄りのバス停
- 長崎自動車（長崎バス）「田の浦」バス停

最寄りの国道・県道
- 長崎県道29号香焼江川線

## 周辺
- 長崎市立香焼小学校
- 長崎市立香焼保育所
- 長崎市役所香焼行政センター （旧・香焼町役場）
- 長崎市立香焼図書館
- 香焼民主診療所
- 香焼地区公民館
- カトリック香焼教会
- 三菱重工長崎造船所
- 九州スチールセンター香焼工場

## 参考資料
- 「香焼町郷土誌 町制施行30周年記念事業」（1991年（平成3年）3月, 香焼町教育委員会）
- 「未来への遺産 長崎県香焼町閉町記念誌」（2004年（平成16年）12月, 香焼町役場）

## 関連事項
- 長崎県中学校一覧